# Gorybia echinata
Gorybia echinata là một loài bọ cánh cứng trong họ Cerambycidae.